# Sky Tower
Sky Tower je televizní a vyhlídková věž v Aucklandu, největším městě Nového Zélandu a současně je nejvyšší stavbou na jižní polokouli. Její výška je 328 metrů.
Stavební práce začaly v roce 1994, věž byla otevřena 3. března 1997. Stavbu provedla firma Fletcher Construction.
Sky Tower má dvě vyhlídkové plošiny. První je ve výšce 182 až 191 metrů a má podobně jako CN Tower v Torontu skleněnou podlahu, je v ní umístěna restaurace a bar, plošina se během každé hodiny otočí kolem své osy. Druhá plošina je otevřená a je umístěna 220 metrů vysoko.
Ve věži Sky Tower má ve své anténě největší vysílač velmi krátkých vln na světě, při porovnání jeho relativně krátké antény s většinou vysílačů. Kromě toho obsahuje i 58 mikrovlnných vysílačů sloužících pro televizní vysílání, Wi-Fi, meteorologii a další služby. Celkem je ze Sky Tower šířen signál 22 radiostanic.